# Rock in Rio (DVD Iron Maiden)
Rock in Rio è l'undicesimo DVD del gruppo musicale britannico Iron Maiden, pubblicato il 16 luglio 2002 dalla EMI.

## Il disco
Rock in Rio è costituito da due dischi: il primo documenta l'intero concerto tenuto al Rock in Rio di Rio de Janeiro (presente anche nella versione in CD, mentre il secondo contiene alcune interviste ai membri del gruppo e un breve documentario.

## Tracce
DVD1
1. Intro: Arthur's Farewell
2. The Wicker Man
3. Ghost of the Navigator
4. Brave New World
5. Wrathchild
6. 2 Minutes to Midnight
7. Blood Brothers
8. Sign of the Cross
9. The Mercenary
10. The Trooper
11. Dream of Mirrors
12. The Clansman
13. The Evil That Men Do
14. Fear of the Dark
15. Iron Maiden
16. The Number of the Beast
17. Hallowed Be Thy Name
18. Sanctuary
19. Run to the Hills

DVD2
- Candid interviews with the band members.
- "A Day in the Life" of Iron Maiden.
- Ross Halfin Photo Diary

## Formazione
- Bruce Dickinson – voce
- Dave Murray – chitarra
- Adrian Smith – chitarra, cori
- Janick Gers – chitarra
- Steve Harris – basso, cori
- Nicko McBrain – batteria